# Muhamad Zawawi Azman
Muhamad Zawawi Azman (8 de març de 1994) és un ciclista malaisi professional des del 2015. Actualment a l'equip Team Sapura Cycling.

## Palmarès
- 2015
  -  Campió de Malàisia sub-23 en ruta
- 2016
  - Vencedor d'una etapa a la Jelajah Malaysia
- 2017
  - 1r al Tour de Selangor i vencedor d'una etapa
- 2018
  - Vencedor d'una etapa al Tour de Lombok